# نقد إلزامي

نقد إلزامي (ملاحظة 1) هو المال الذي قررت الحكومة أن يمثل عملة قانونية. ويمكن تداول هذه العملة مع عملات أجنبية أخرى في سوق الصرف الأجنبي وبذلك يكون للعملة قيمة بالنسبة لغيرها من العملات الأخرى.
اشتق هذا المصطلح من كلمة «فيات» اللاتينية، بمعنى «يجب ان يتم». النقد الإلزامي يساوى قيمة نقدية لأن الحكومة تقبل به في دفع الضرائب وتعلن انها يمكن أن تستخدم داخل البلد لدفع جميع الديون. وهذا يسمح لها أن تستخدم لشراء السلع والخدمات ودفع الضرائب. وعندما يتم استخدام النقد الإلزامي كالنقود الورقية والعملات يجب استخدام مصطلح «نقد إلزامي» للإشارة إليها. ويعتبر الدولار الأمريكي - أكبر عملة احتياط - نقد إلزامى، وكذلك على نطاق واسع العملات الأخرى مثل اليورو والجنيه الاسترليني والين الياباني.

## المبدأ
تاريخيا، اعتمدت المجتمعات على النظم النقدية حيث كانت العملة المستخدمة في تجارة السلع الأساسية، إما المال وهو يتألف من السلع المادية مثل الذهب، أو ممثل المال وهو مبلغ محدد سلفا للصرف من السلع المادية المسمى «مسكوكة». ويمكن أن تكون المسكوكة من المعادن الثمينة مثل الذهب والفضة أو النحاس، وعلى الرغم من أن بعض الاقتصادات كانت الأموال فيها تسترد كمبلغ محدد من أصناف السلع الأخرى.
وفي حين المسكوكة تتبع الشرط القانوني للمصرف المصدر من حيث الأوزان الثابتة للمسكوكة، وفإن النقد الإلزامي ليس لهُ علاقة بأي كمية فيزيائية. يمكن اعتبار قيمة عملة معدنية كنقد إلزامي إذا كانت القيمة الأسمية أعلى من قيمتهِ السوقية كمعدن.

## هوامش
- ملاحظة 1: مترادفات: النقد الإلزامي [2] أو النقود القانونية[3] أو العملة المرسومية[4]